# Basilika St. Georg (Almelo)

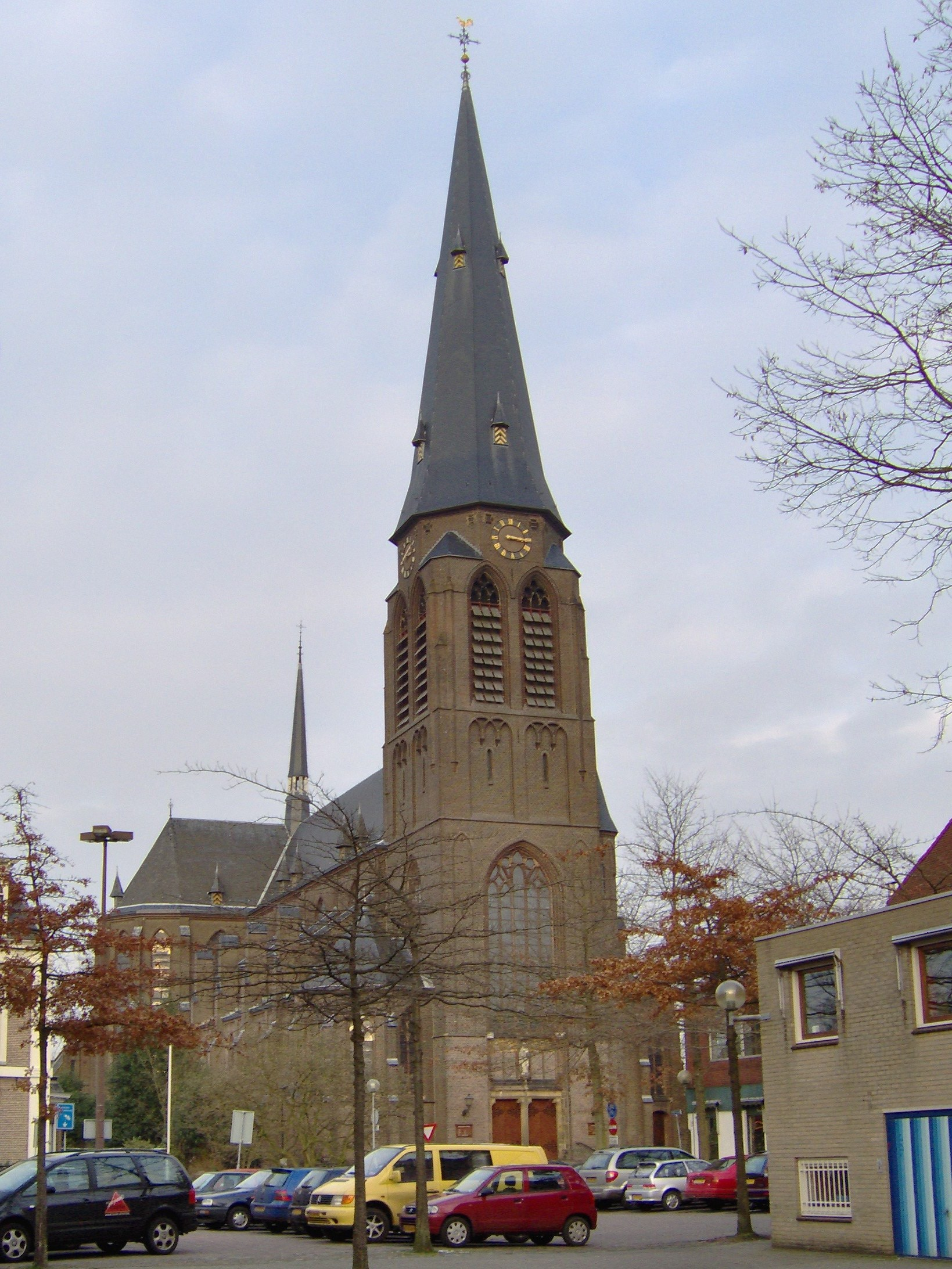
Straßenansicht der Basilika St. Georg, 2005

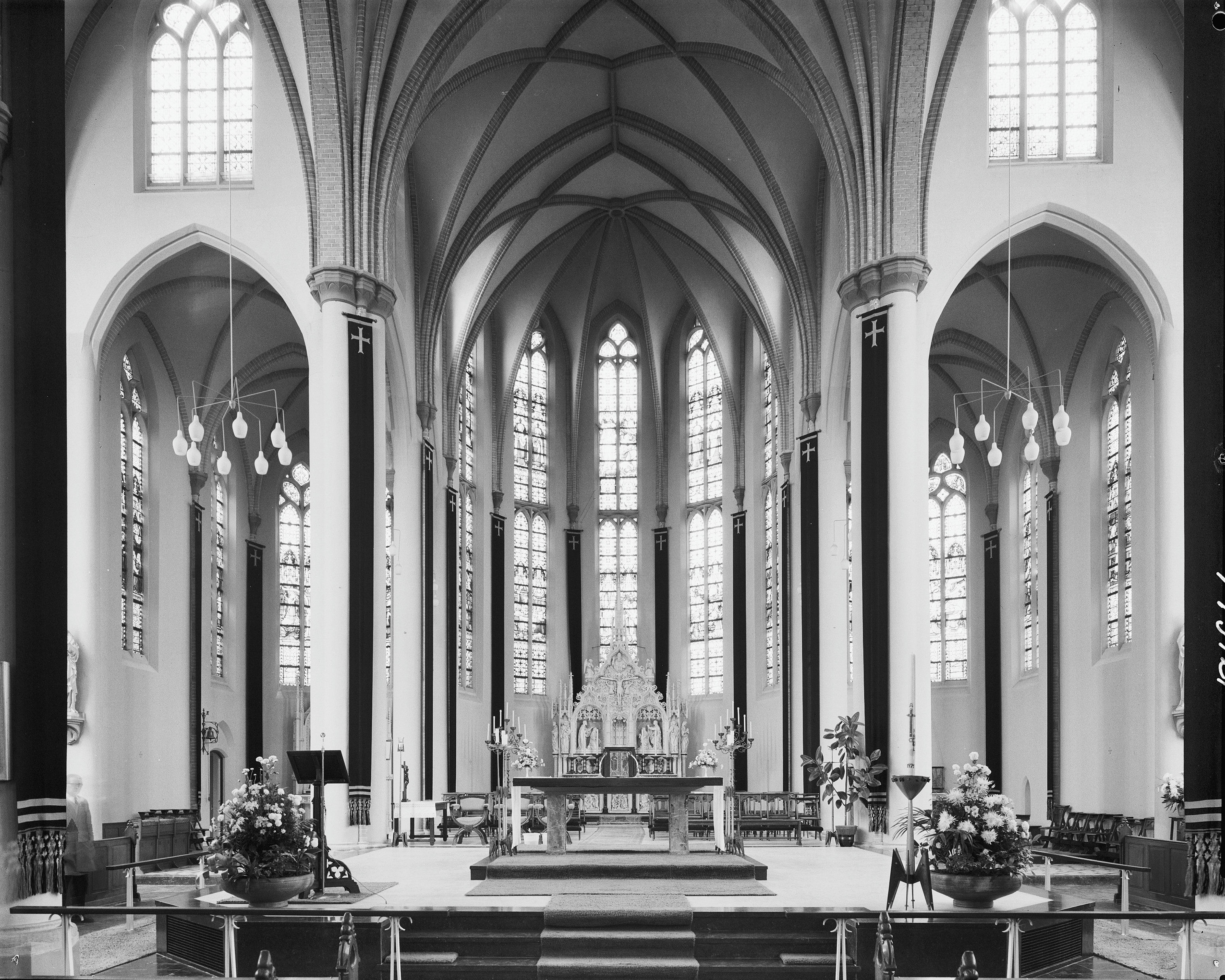
Choransicht, 1971

Die Basilika St. Georg ist eine römisch-katholische Kirche in Almelo in den Niederlanden. Die zum Erzbistum Utrecht gehörende Pfarrkirche ist dem heiligen Georg gewidmet und trägt den Titel einer Basilica minor und ist als Rijksmonument geschützt.

## Baugeschichte
Anstelle einer Vorgängerkirche von 1787 wurde der Neubau 1901 im neugotischen Baustil begonnen, das Gebäude 1902 geweiht und mit dem Kirchturm 1903 fertiggestellt. Nach einem Entwurf des Architekten Wolter te Riele (1867–1937), für den dies sein erstes eigenständiges Werk war, wurde die dreischiffige Kreuzbasilika in rotem Backstein ausgeführt. Als Maße hat die Kirche eine Gesamtlänge von 54,85 Metern, die lichten Weiten betragen im Mittelschiff 8,75 Meter, im Hauptschiff 18,25 Meter und im Querschiff 28,85 Meter. Die Gewölbehöhe erreicht 16,5 Meter, der Turm ragt 73 Meter hoch.
Im Inneren der Kirche wurden in den 1950er Jahren die ursprünglichen Wandmalereien entfernt und die Wände und Säulen mit weißem Gips versehen.

## Ausstattung
Der ursprüngliche Hauptaltar, der linksseitige Marienaltar und das Triumphkreuz stammen aus der Werkstatt von Friedrich Wilhelm Mengelberg, der rechtsseitige Josefsaltar von J&H Brom. Die gemalten Kreuzwegstationen wurden von F. H. Bachg geschaffen, zwei Gemälde mit Antonius von Padua und St. Georg von Gustaf van Kalken hängen turmseitig.
Die Buntglasfenster im Chor wurden im Atelier F. Nicholas en Zonen hergestellt. Das große Buntglasfenster über dem Eingang stammt von Jos ten Horn aus dem Jahr 1928. 
Die mechanische Turmuhr von 1926 befindet sich im oktogonalen Geschoss unter dem Turmhelm und besitzt vier Zifferblätter. Das Carillon war 1927 das erste in Twente.
Die Kirche besitzt eine Hauptorgel aus dem Jahr 1959 mit 32 Registern, eine Orgel im Querschiff von 1979 mit 11 Registern sowie eine Truhenorgel mit 6 Registern.

## Status
Die Kirche wurde am 29. Juli 1997 unter der Nummer 507692 in das Register der niederländischen Rijksmonumente eingetragen und damit als Denkmal geschützt. 
Am 3. November 2009 wurde bekannt gegeben, dass die St.-Georgs-Kirche von Papst Benedikt XVI. zur Basilica minor erhöht wird. Erzbischof Willem Jacobus Eijk verkündete am 13. Dezember 2009 im Rahmen einer Eucharistiefeier in der Kirche die dazugehörigen Proklamation. 
Die Kirche bildet zusammen mit der Josefskirche die Pfarrgemeinde St. Joris und wird gemeinsam mit der Marcellinusgemeinde von einer Pastoralgemeinschaft betreut.